# 櫂末高彰
櫂末 高彰（かいま たかあき、1977年 - ）は、日本の男性ライトノベル作家（自称：兼業作家）。広島大学卒業。福岡県在住。
2005年、『学校の階段』で第7回『エンターブレインえんため大賞』小説部門優秀賞を受賞、2006年に同受賞作品でデビュー。

## 人物
- 最初は「なれたらいいな」と思い、幾多の就職活動の末に小説を書きはじめた。
- あとがきは、「ショートショート形式」の思った話を取り入れて始まる。
- また、執筆に関わることで自分に不都合なことがあった場合、ファミ通文庫編集部の陰謀としてあとがきのネタにする。
- デビュー作『学校の階段』の作品性質ゆえに、エンターブレインえんため大賞優秀賞受賞や実写映画化などに際して、教育関係者へとりあえず謝罪をした。
- あるとき、「本をあまり読んだことがない」と思った末に、○○文庫を大量購入、アニメや漫画に逃避する日々を過ごした（『学校の階段6』著者プロフィールより）。
- FB online上では、「櫂末高彰の無駄足日記」を書いていた。

## 作品

### 単行本
- 『学校の階段』シリーズ全12巻（短編集含む）（ファミ通文庫/エンターブレイン、イラスト:甘福あまね）

2007年に実写映画として公開（角川映画制作、アンプラグド配給）。その後、DVD化もされた（販売元：角川エンタテインメント）。
- 『学校の外階段』シリーズ全3巻（ファミ通文庫/エンターブレイン、イラスト:甘福あまね）

『学校の階段』シリーズの外伝シリーズ。
- 『夢魔さっちゃん、お邪魔します。』シリーズ全3巻（ファミ通文庫/エンターブレイン、イラスト:pun2）
- 『つり球 SF -Short Films-』テレビアニメのノベライズ（ファミ通文庫/エンターブレイン、イラスト:冨田収子ほか）
- 『戦変のグラン』全1巻（ファミ通文庫/エンターブレイン、イラスト:春夏冬工）
- 『雀-肌上の猛牌』全1巻（スーパーダッシュ文庫/集英社、イラスト:一葉モカ、麻雀監修：神崎ちろ）
- 『妖怪百姫たん! 〜帝都騒乱編〜』全1巻 ゲームのノベライズ（ファミ通文庫、イラスト:om）
- 『Digital Eden Attracts Humanity』全2巻（MF文庫J、イラスト:ミユキルリア）
- 『サバイバルPゲーム』全1巻（ダッシュエックス文庫、イラスト:葛西心）
- 『ファントム オブ キル 断罪の黒』全1巻 ゲームのノベライズ（ファミ通文庫/エンターブレイン、イラスト:Mai.E(gumi) ）
- 『大国チートなら異世界征服も楽勝ですよ?』全7巻（MF文庫J、イラスト:三上ミカ）
- 『めがみめぐり ツクモと聖地と七柱のめがみ』全1巻 ゲームのノベライズ（ファミ通文庫、イラスト:箕星太朗）
- 『ファントム オブ キル 時と絆の紡ぐ針』全1巻 ゲームのノベライズ（ファミ通文庫、イラスト:しぶ彦）
- 『村長スキルで異世界まったり生活も余裕ですか？』全1巻（ダッシュエックス文庫、イラスト:笹井さじ）
- 『ファントム オブ キル 死の庭で待つ盾の君へ』全1巻 ゲームのノベライズ（ファミ通文庫、イラスト:トマル）

### アンソロジー
- 狂乱すごろく階段日記 - 『コラボアンソロジー1 狂乱家族日記』（ファミ通文庫/エンターブレイン、イラスト：甘福あまね）所収(2008年8月) ISBN 978-4-7577-4372-4
- バカと階段と召喚獣 - 『コラボアンソロジー2 “文学少女”はガーゴイルとバカの階段を昇る』（ファミ通文庫/エンターブレイン、イラスト：甘福あまね）所収(2008年10月) ISBN 978-4-7577-4484-4
- まかでみの階段 - 『コラボアンソロジー3 まじしゃんず・あかでみい』（ファミ通文庫/エンターブレイン、イラスト：甘福あまね）所有(2009年1月) ISBN 978-4-7577-4581-0
- こんな夜には - 『ホラーアンソロジー2　"黒"』（ファミ通文庫/エンターブレイン、イラスト：himesuzu）所収(2012年8月) ISBN 978-4-04-728298-8
- バビ部！ - 『部活アンソロジー1 「青」』（ファミ通文庫/エンターブレイン、イラスト：himesuzu）所収(2013年7月)  ISBN 978-4-04-729013-6